# القوات الفرنسية في برلين

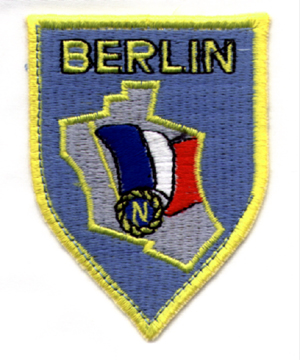
شارة القوات الفرنسية في برلين

القوات الفرنسية في برلين ( (بالفرنسية: Forces Françaises à Berlin)‏ كانت الوحدات التابعة للقوات المسلحة الفرنسية المتمركزة في -فترة الحرب الباردة - في برلين الغربية وفقًا لاتفاقي مؤتمر يالطا ومؤتمر بوتسدام. وكانت القوات الفرنسية ونظرائهم في الولايات المتحدة لواء برلين والمملكة المتحدة <a href="./%D9%84%D9%88%D8%A7%D8%A1%20%D9%85%D8%B4%D8%A7%D8%A9%20%D8%A8%D8%B1%D9%84%D9%8A%D9%86" rel="mw:WikiLink">لواء مشاة برلين</a> في المدينة.

## التاريخ

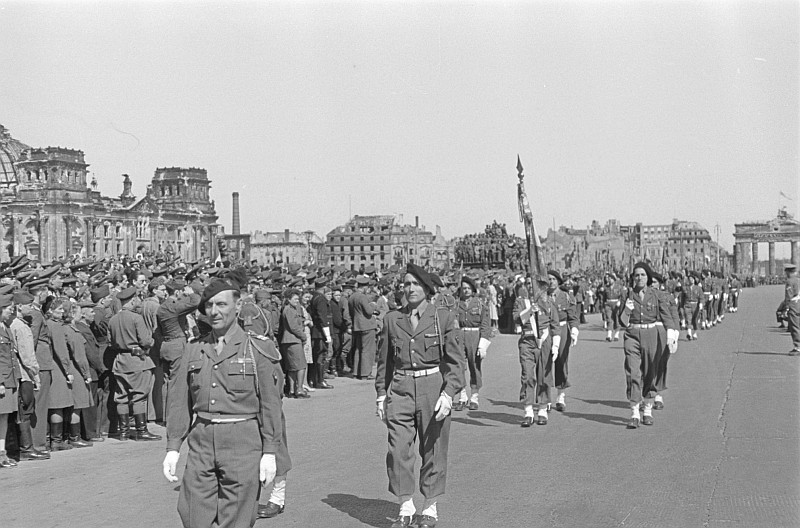
القوات الفرنسية في 159e Régiment d'Infanterie Alpine أمام الرايخستاغ (1946)

باتفاق الحلفاء، تم تقسيم برلين إلى أربعة قطاعات بعد الاستسلام غير المشروط في 8 مايو 1945. تم منح كل من القوى المتحالفة لفرنسا والاتحاد السوفياتي والمملكة المتحدة والولايات المتحدة الأمريكية السيطرة على القطاع، مع السماح لهم بنشر قوات هناك.
وصلت أول فرقة من القوات الفرنسية، من الفرقة المدرعة الأولى، إلى برلين في 3 يوليو 1945. كان يقودهم الجنرال دو بوشين.
بعد انسحاب الاتحاد السوفيتي من مجلس مراقبة الحلفاء وبدء أزمة برلين في عام 1961، صدرت أوامر لوحدات من الدول الثلاث الأخرى بحماية برلين الغربية ضد القوات السوفيتية وضد الجيش الشعبي الوطني في جمهورية ألمانيا الديمقراطية. منذ قيام جمهورية ألمانيا الاتحادية لم يسمح لها بنقل وحدات الجيش الألماني في برلين. تمركز الجيش الفرنسي لأول مرة في برلين عام 1947. كان مقرهم الرئيسي كارتييه نابليون.
بعد انتهاء الحرب الباردة واتفاق اثنين زائد أربعة، غادرت جميع قوات الحلفاء برلين في يوليو 1994.

## روابط خارجية
- {{استشهاد ويب | مسار = http: //www.alliiertenmuseum.de٪7C title = The Allied Museum Berlin
- "Les anciens des Forces Françaises à Berlin" (بالفرنسية والألمانية). 2004–2008. Archived from the original on 2019-06-10. Retrieved 2009-09-10.
- "Anciens du quartier Napoléon à Berlin" (بالفرنسية). Archived from the original on 2012-03-01. Retrieved 2009-11-28.
- "site officiel de l'Amicale du 46ème Régiment d'Infanterie" (بالفرنسية). 2009. Archived from the original on 2018-11-09. Retrieved 2009-09-11.
- "History of the French, American and British Berlin Brigades". 2004. مؤرشف من الأصل في 2019-04-10. اطلع عليه بتاريخ 2009-03-28.